# Helena Norberg-Hodge

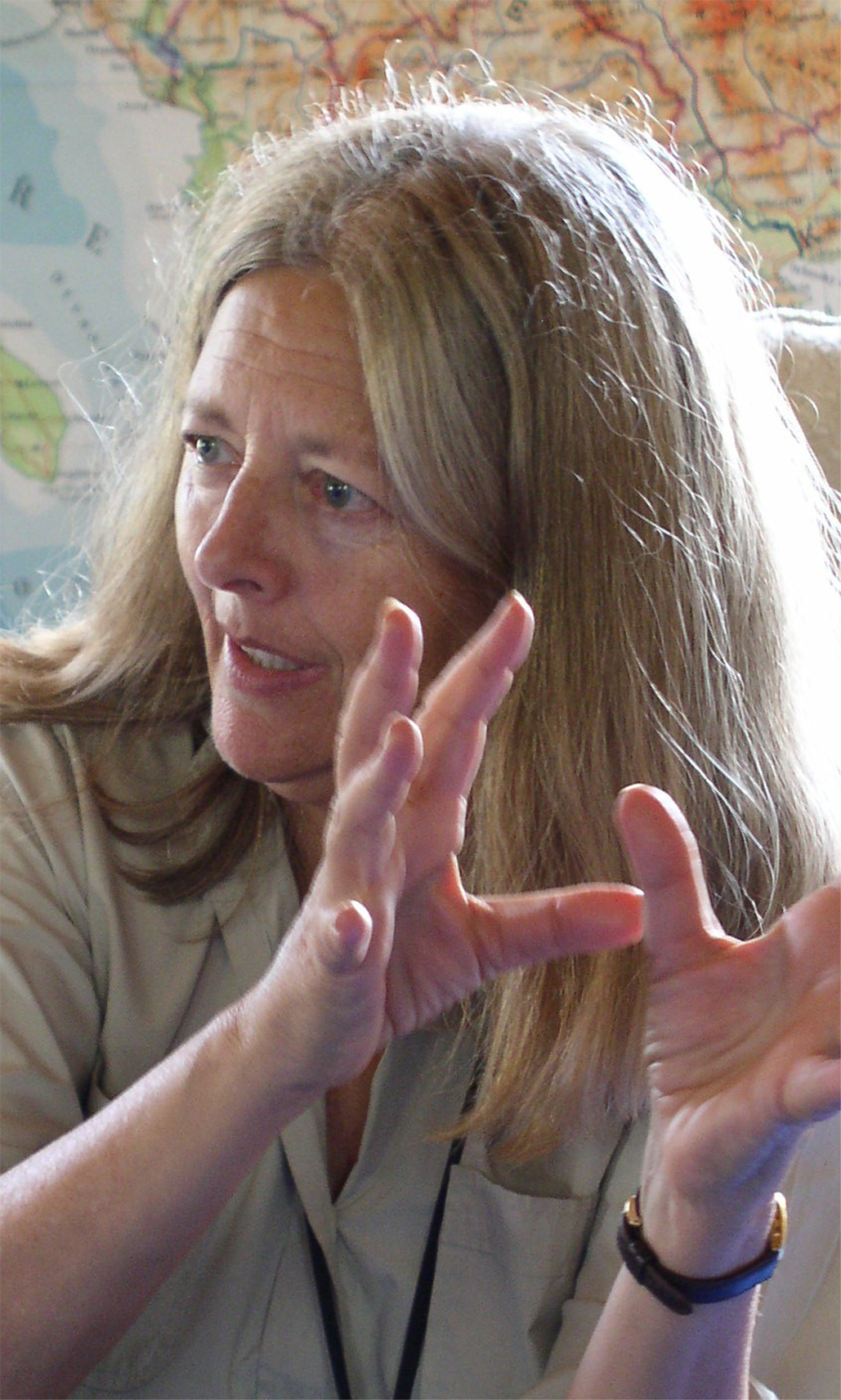
Helena Norberg-Hodge

Helena Norberg-Hodge (* Februar 1946 in Schweden) ist eine schwedische Linguistin und Umweltaktivistin. Sie ist Gründerin und Direktorin der International Society for Ecology and Culture (ISEC), einer Non-Profit-Organisation, die sich mit dem Schutz biologischer und kultureller Vielfalt auf der Erde befasst. Die ISEC führt auf vier Kontinenten Programme durch, die der Stärkung der ökologischen Vielfalt und Gemeinschaft dienen, speziell im Bereich regionale Ernährung und Landwirtschaft.

## Leben und Wirken
Norberg-Hodge erhielt ihre Schulbildung in Schweden, Deutschland und Österreich. Anschließend studierte sie Linguistik an der Universität London und am Massachusetts Institute of Technology, wo sie bei Noam Chomsky promoviert wurde.
Im Jahr 1975 kam sie als Übersetzerin eines Dokumentarfilmteams erstmals nach Ladakh, dessen Kultur und Geografie sie in den folgenden Jahren beschäftigte. 1978 gründete sie das Ladakh-Projekt, dem sie seither vorsteht. Das Projekt wurde für seine bahnbrechenden Arbeiten für nachhaltige Entwicklung im tibetischen Hochland berühmt. Dafür wurde Norberg-Hodge 1986 mit dem Right Livelihood Award ausgezeichnet.
Sie ist Mitgründerin des International Forum on Globalization, einer Allianz von 60 führenden Aktivisten, Schülern, Wirtschaftlern, Forschern und Autoren, welche zum Ziel hat, neue Denkweisen anzuregen sowie gemeinsame Aktivitäten und öffentliche Bildungsprojekte durchzuführen, die eine Antwort auf die zunehmende Globalisierung sein sollen. Sie arbeitet auch im Global Ecovillage Network mit.
Sie ist eine der führenden Analysten der Auswirkungen der Globalisierung auf die Kulturen der Welt. Dadurch, dass sie sich in ihrer Jugend/Studium in Ländern wie Schweden, Deutschland, England und den USA aufhielt, spricht sie sieben Sprachen. Sie hat bereits an vielen Universitäten der Erde Vorträge gehalten, vom Smithsonian Institute über Harvard bis hin nach Oxford.
Sie ist Autorin zahlreicher Bücher und seit 2012 auch bekannt durch den Film Die Ökonomie des Glücks.

## Veröffentlichungen (Auswahl)
- Ancient futures – Learning from Ladakh. Erstausgabe 1991 (übersetzt in mehr als 30 Sprachen)
  - spätere Ausgaben mit dem Untertitel Lessons from Ladakh for a Globalizing World
- Local Alternatives to Global Agribusiness. Zed Books, UK 2002.
- Bringing the food economy home. Local alternatives to global agribusiness. mit Todd Merrifield und Steven Gorelick, Zed Books, UK 2003, ISBN 1-56549-146-7.

In deutscher Sprache:
- Leben in Ladakh (Ancient futures), mit einem Vorwort des Dalai Lama. 2. Auflage. Herder, Freiburg im Breisgau 2004, ISBN 978-3-451-04204-1.
- Faszination Ladakh. 2. Auflage. Herder, Freiburg im Breisgau 2004, ISBN 978-3-451-05484-6.

## Auszeichnungen
- Right Livelihood Award (1986)
- Goi Peace Prize (2012)[1]